# Ouragan, le pur-sang
Pour plus de détails, voir Fiche technique et Distribution.
Ouragan, le pur-sang (Stormy, the Thoroughbred with an Inferiority Complex) est un moyen métrage en prise de vue réelle réalisé par Larry Lansburgh, produit par Walt Disney Productions et sorti en 1954.

## Fiche technique
- Titre : Ouragan, le pur-sang
- Titre original : Stormy, the Thoroughbred (with an Inferiority Complex)
- Autre titre : Stormy, the Thoroughbred
- Réalisation : Larry Lansburgh
- Scénario : Carolyn Coggins, Jack Holt
- Photographie : Larry Lansburgh, Hal Ramser, Floyd Crosby
- Musique : William Lava
- Narrateur : George Fenneman
- Producteur : Walt Disney
- Société de distribution : Buena Vista Film Distribution
- Société de production : Walt Disney Productions
- Durée : 46 min
- Date de sortie : 12 mars 1954

Sauf mention contraire, les informations proviennent des sources concordantes suivantes : Dave Smith et IMDb

## Origine et production
Larry Lansburgh qui avait proposé l'histoire de Danny, le petit mouton noir (1948) poursuit sa collaboration avec le studio Disney et fournit une histoire pour un moyen métrage, Stormy, the Thoroughbred with an Inferiority Complex.
Stormy, the Thoroughbred est un des rares moyens métrages produits par le studio Disney et édité comme tel. Ce moyen métrage a été diffusé en 1953 en première partie du documentaire long métrage Le Désert vivant et avec le court métrage en prise de vue réelle Franklin et moi (1953).
Lansburgh proposera par la suite l'histoire de La Revanche de Pablito (1955) et de nombreux moyens métrages animaliers.
Le film a été diffusé dans l'émission Walt Disney Presents (sur ABC) , le 14 mars 1956 sous le titre Stormy, the Thoroughbred.